# Antoine Charlas
 (septembre 2018).
Si vous disposez d'ouvrages ou d'articles de référence ou si vous connaissez des sites web de qualité traitant du thème abordé ici, merci de compléter l'article en donnant les références utiles à sa vérifiabilité et en les liant à la section « Notes et références ».
Antoine Charlas (né à Puymaurin en 1634, mort à Rome le 7 avril 1698) est un ecclésiastique français qui a tenu un rôle important dans la querelle de la Régale, durant laquelle il a été le plus proche soutien de l’évêque de Pamiers, François de Caulet. Il a critiqué dans ses ouvrages la politique gallicane de Bossuet.

## Biographie

### Origines et formation

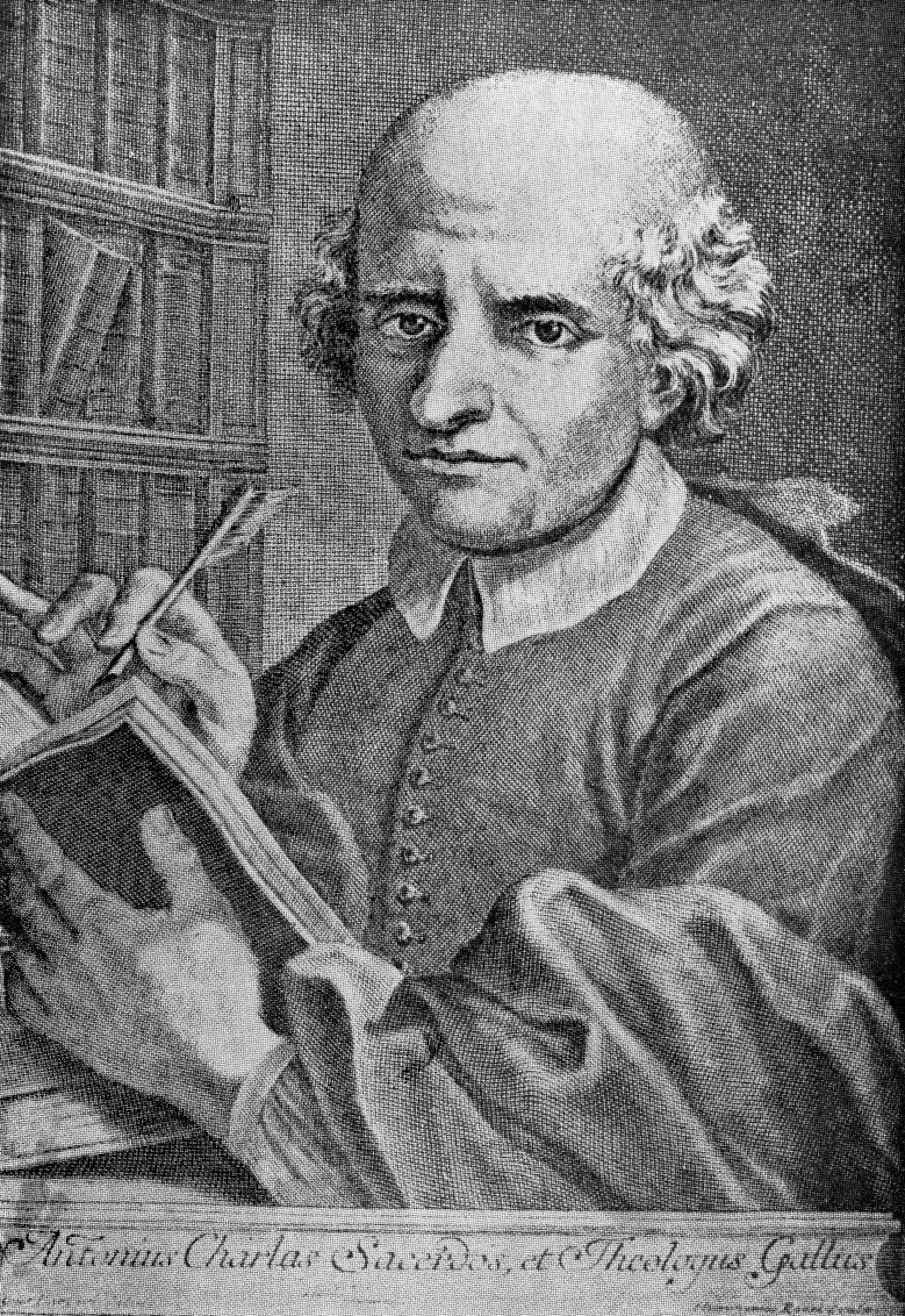
Antoine Charlas

Antoine Charlas était originaire de Puymaurin, village obscur et pauvre du diocèse de Comminges. La famille Charlas, de petite condition, y habitait le quartier de Las Bagnères.
Le futur théologien y naquit en 1634. Il avait un frère sourd-muet, nommé Bernard, qui se dévoua plus tard comme serviteur sans gages dans la maison ecclésiastique de Sabart (cf. l’œuvre de François de Caulet). Un autre frère, Peyon (diminutif de Pierre), eut un fils et deux filles.
Le premier biographe de Charlas vante l’intelligence précoce de son héros, sa facilité aux études, qui le met en évidence d’abord dans l’école locale, puis à l’Université de Toulouse — il y fut notamment l’élève du dominicain Raymond Maillat — où il va s’initier à toutes les sciences sacrées et conquérir le degré de docteur en théologie.
Il est bientôt précepteur des enfants du Président Jean-Georges Caulet, frère de l’évêque de Pamiers. 
Ordonné prêtre dès l’année 1657, à peine âgé de vingt-trois ans, il est vice-secrétaire à l’officialité (tribunal ecclésiastique) de Pamiers et en 1660 chanoine de Notre Dame du Camp.

### L’affaire de la Régale
C’est dans les années 1670 que Mgr François-Etienne Caulet, farouche adversaire de la Régale et de la politique gallicane de Louis XIV – politique qui prônait l’indépendance de l’Église de France vis-à-vis de Rome —, prend Antoine Charlas comme conseiller, penseur et écrivain. Celui-ci le conseille pour rédiger son Traité sur la Régale.

#### Les origines
Le gallicanisme royal, prétention du Roi à la prédominance du pouvoir civil sur l’autorité spirituelle, se manifestait par le droit de placet et par la Régale.
Celle-ci était d’abord temporelle – c’était le droit en vertu duquel le Roi disposait des revenus des évêchés pendant leurs vacances. 
Elle était aussi spirituelle : le Roi avait le droit de conférer durant la vacance les bénéfices mineurs dépendant de l’évêché à qui lui plaisait.
Ce droit était censé remonter aux Rois de France et à Charlemagne.

#### Louis XIVetInnocent XI
Louis XIV porta à son comble les droits de l’Église gallicane, aidé en cela par Bossuet et la grande majorité du haut clergé, et prétendait régenter l’Église de France, voire Rome. Le pape Innocent XI entra ainsi en conflit avec le Roi de France, notamment à partir de 1673.

#### Bossuet
L’évêque de Meaux, Bossuet, fut le principal artisan de cette politique, par ses ouvrages et surtout en dominant l’Assemblée du Clergé avec sa Déclaration des quatre articles de 1682 – véritable manifeste de l’Église gallicane.

### L’opposition à la politique gallicane deLouis XIV

#### Les deux évêques réfractaires
Dans l’Affaire de la régale, Mgr Caulet est l’un des deux évêques, avec celui d’Alet, Nicolas Pavillon, qui se sont opposés à la politique gallicane de Louis XIV, qui culminera avec la Déclaration des quatre articles de 1682 rédigée largement sous l’égide de Bossuet.

#### Antoine Charlas recteur du séminaire de Pamiers
En 1670, Mgr Caulet nomme Antoine Charlas directeur de son séminaire de Pamiers. Personnalité modérée, il donnait à l’évêque des conseils de prudence – pas toujours suivis semble-t-il par celui-ci.

#### Le Vicaire Général du Diocèse de Pamiers
En 1678, il lui confie la fonction de Vicaire Général de son diocèse. Après la mort de Caulet le 7 août 1680, Antoine Charlas, son exécuteur testamentaire, fit un discours au peuple. Le chapitre lui conféra le titre de Vicaire Capitulaire, ainsi qu’à Cerle.

### La Déclaration du clergé de France (1682)

#### Un texte élaboré par Bossuet
Cette déclaration fixe jusqu’à la fin de l’Ancien régime la doctrine des libertés de l’Église gallicane. 
Elle aura une énorme influence sur l’histoire de l’Église de France, prédisposant aux futures réformes religieuses des Constituants dans la Constitution civile du clergé de 1790.

#### Une opposition paradoxale
Les évêques de Pamiers et d’Alet — notamment ce dernier — semblaient pourtant d’obédience janséniste, courant persécuté par Rome, mais dans ce contexte précis, il y a eu convergence d’intérêt avec la Papauté, ce qui fait de Caulet et, après la mort de celui-ci en août 1680, de son Vicaire Antoine Charlas, des "ultramontains" avant la lettre — ce terme n'existe pas au XVIIe siècle, mais la réalité qu’il recouvre existe bel et bien.

### L’exil à Rome
Après la mort de Mgr Caulet, les chanoines réguliers élisent trois grands vicaires pour assurer l’intérim. Les pères Rech et d’Aubarède furent chargés, par leurs confrères, d’administrer le diocèse. Aussitôt, Foucault, intendant de Montauban et le marquis de Mirepoix, gouverneur du Pays de Foix, vont à Pamiers avec quatre compagnies de cavalerie et embastillent le vicaire capitulaire d’Aubarède (il restera 6 ans en prison à Caen où il devint aveugle). Pour le remplacer, le 31 août 1680,  les chanoines réguliers nomment alors le père Jean Cerle vicaire général et official du diocèse (c’est-à-dire responsable de la discipline du clergé) et Antoine Charlas. Jean Cerle, auparavant, avait été vicaire, à Tarascon, du prieur Caulet, frère de l’évêque défunt. Rech est enfermé au château d’Ax.
Antoine Charlas joua ainsi un rôle très important comme conseiller de l’évêque Caulet et publia des écrits contre la Régale et les libertés de l’Église gallicane.
Il publia notamment anonymement en Flandres en 1684 le Tractatus de libertatibus ecclesiae Gallicanae. Ce ne fut que bien plus tard que Bossuet eu la certitude que l’auteur en était Antoine Charlas.
Certains de ces écrits furent brûlés sur la place publique de Toulouse.

#### La fuite
En raison de leur soutien affiché à François de Caulet, Antoine Charlas et Jean Cerle durent cependant se cacher pour échapper à la police de Louis XIV.
Errant de cachette en cachette, Antoine Charlas dut finalement se déguiser pour fuir et s’exiler à Rome en 1683 ou 1684 où il se réfugia chez les Oratoriens de la Vallicella.

#### Les activités romaines
Là, il continua à écrire, très écouté par les cardinaux et par le pape lui-même.
Assista-t-il à Rome à la condamnation pour hérésie de l’inspirateur du quiétisme, Miguel de Molinos, en 1687 ? Aucun document ne le prouve, mais c’est hautement probable : durant cette période, on sait qu’Antoine Charlas s'occupait du quiétisme et que dans cette affaire il secondait les agents de Bossuet (qui, dans sa correspondance, l’appelait Nicodème)

#### L’administration de son diocèse
Après la mort de Cerle en 1691, il s’occupa de façon plus approfondie de l’administration de son diocèse. Ainsi, il communique en tant que Vicaire Général la bulle d’indiction du Jubilé – Mgr Vidal (cf. bibliographie) publia in extenso la très belle lettre qu’il envoya à cette occasion aux fidèle de Pamiers.
Le 2 juillet 1692, il rend également une ordonnance prescrivant des prières publiques pour le Roi, la famille royale et l’État.
Il mourut à Rome à l’oratoire de Ste Marie della Vallicella – devenu depuis la Chiesa Nuova – le 7 avril 1698 et fut inhumé à Ste Sabine.

## Postérité
Aimé-Georges Martimort publia en 1953 un ouvrage sur Le gallicanisme de Bossuet, dans lequel il consacre un chapitre entier aux relations entre Bossuet et Charlas. Il y montre combien les ouvrages du  Vicaire général de Pamiers causèrent de soucis à l’évêque de Meaux.
Une rue de Toulouse porte encore aujourd’hui le nom d’Antoine Charlas.